# Moschopotamos
Moschopotamos (griechisch Μοσχοπόταμος (m. sg.)) ist ein Ort mit über 500 Einwohnern und eine Ortsgemeinschaft der Gemeinde Katerini im Gemeindebezirk Elafina im Regionalbezirk Pieria. Die Fläche der Ortsgemeinschaft Moschopotamos beträgt 13,606 km².

## Geographie

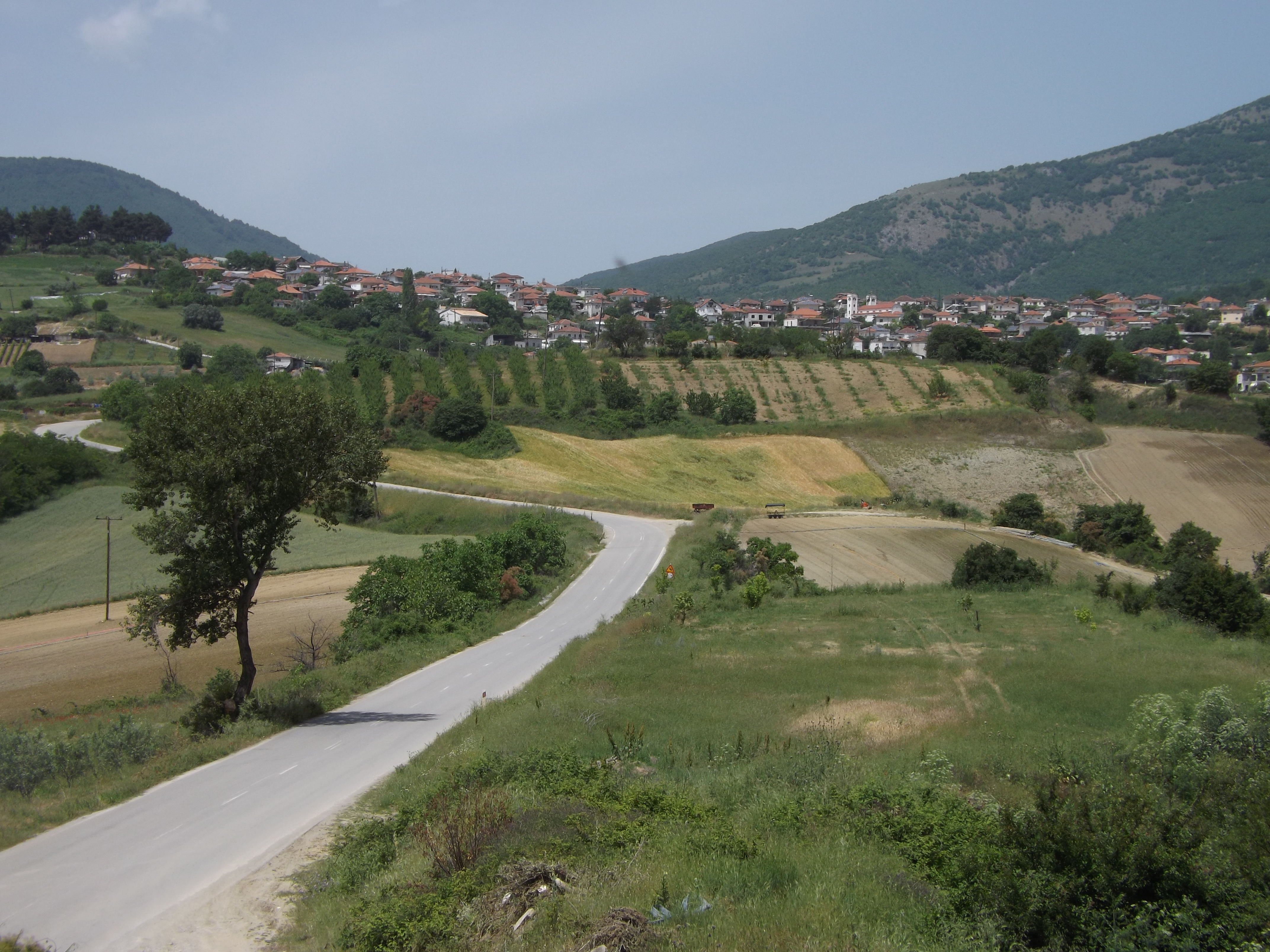
Aussicht von Moschopotamos

Moschopotamos liegt im Regionalbezirk Pieria 21 km östlich von Katerini und hat eine Fläche von 13,606 km². Seine Höhe ist 450 Meter ü. d. M. und liegt am Fuß des Berges Pieria.

## Bevölkerung
| Jahr | Einwohner |
| ---- | --------- |
| 2001 | 809       |
| 2011 | 543       |

## Geschichte
Vor dem Jahr 1926 war der Name von Moschopotamos Dryanista (griechisch Δρυάνιστα (f. sg.)). Früher wurde hier Braunkohle abgebaut, die 1918–1929 mit der Decauville-Bahn Moschopotamos–Paralia ans Meer zur Verschiffung nach Thessaloniki gebracht wurde.